# Jean-Baptiste Molette
Jean-Baptiste Molette, vollständig Jean-Baptiste Molette, baron de Morangiès (* 24. November 1758 in Le Mas-de-Tence; † 21. Februar 1827 in Antibes) war ein französischer Général de brigade der Infanterie.

## Leben und Wirken
Am 15. Juni 1775 trat Molette als Kadett in die königliche Armee ein. Er konnte sich schon bald durch Mut und Tapferkeit auszeichnen und machte auch schnell Karriere. Sie führte ihn vom Sous-lieutenant (27. August 1778) über Lieutenant (29. Dezember 1785) zum Capitaine (12. Januar 1792).
Molette kämpfte in den Koalitionskriegen unter General André Masséna in Italien; u. a. nahm er an der Belagerung von Mailand teil und wurde dabei verwundet. Nach seiner Genesung war er noch einige Zeit in Italien stationiert.
Als Napoleon 1798 seinen Feldzug nach Ägypten plante, meldete sich Molette dazu freiwillig. Er kämpfte bei den Pyramiden (21. Juli 1798), vor Abukir (25. Juli 1799) und Akkon (März/April 1799). Er konnte sich wiederum durch Tapferkeit auszeichnen und wurde auch mehrfach verwundet.
Nach seiner Genesung und Rückkehr nach Frankreich betraute man Molette einige Zeit mit eher administrativen Aufgaben. Ab Juli 1805 fungierte er dann als Militärkommandant der Stadt Genua. Während Napoleons Russlandfeldzug war Molette zusammen mit seinen Truppen in Paris stationiert.
Nach der Schlacht bei Waterloo (18. Juni 1815) wurde Molette zum Parteigänger der Bourbonen. König Ludwig XVIII. bedankte sich dafür mit dem Ordre de Saint-Louis und der Nobilitierung. Am 31. Juli 1815 – noch vor dem Pariser Frieden – wurde Molette offiziell in den Ruhestand verabschiedet. Er legte damit auch alle Ämter nieder und verbrachte in Antibes seinen Lebensabend.
Jean-Baptiste Molette starb am 21. Februar 1827 in Antibes und fand dort auch seine letzte Ruhestätte.

## Ehrungen
- Dezember 1803 Chevalier der Ehrenlegion
- Juni 1804 Commandeur der Ehrenlegion
- 1815 Chevalier des Ordre royal et militaire de Saint-Louis
- 1815 Baron de l’Émpire
- Sein Name findet sich am südlichen Pfeiler (30. Spalte) des Triumphbogens am Place Charles-de-Gaulle (Paris).